# Obusier D-30 de 122 mm

L'obusier D-30 de 122 mm est une arme entrée en service dans l'Union des républiques socialistes soviétiques (URSS) dans les années 1960. C'est une pièce d'artillerie de campagne considérée comme robuste et utilisable dans des conditions difficiles.

## Caractéristiques
L'obus standard de 122 mm a une masse de 22 kg dont 4,4 d'explosif.
Sa portée maximale est de 15,4 kilomètres, ou 21 kilomètres en utilisant des munitions RAP (en).

## Histoire
Le calibre 122 mm (à l'origine 48 lignes ou 4,8 pouces) a été adopté par la Russie au début du XXe siècle, et très utilisé par l'URSS durant la Seconde Guerre mondiale. Le développement du D-30 commence dans les années 1950, dans le but de remplacer l'obusier 122 mm M1938 ainsi que les canons de 76 mm des régiments motorisés.
Le D-30 a été conçu par le bureau d'études de l'usine d'artillerie numéro 9 de Sverdlovsk (rebaptisée Iekaterinbourg après 1991), dirigé par Fëdor Fëdorovich Petrov (1902–1978), qui avait déjà créé le M-30 de génération précédente, ou encore l'obusier D-20 de 152 mm.
Même s'il n'est plus fabriqué dans les pays de l'ex-URSS, il est toujours produit ailleurs, et reste utilisé dans les forces armées de 60 pays.
Plusieurs pays dont la Chine et le Pérou l'ont installé sur des véhicules blindés ou des camions.

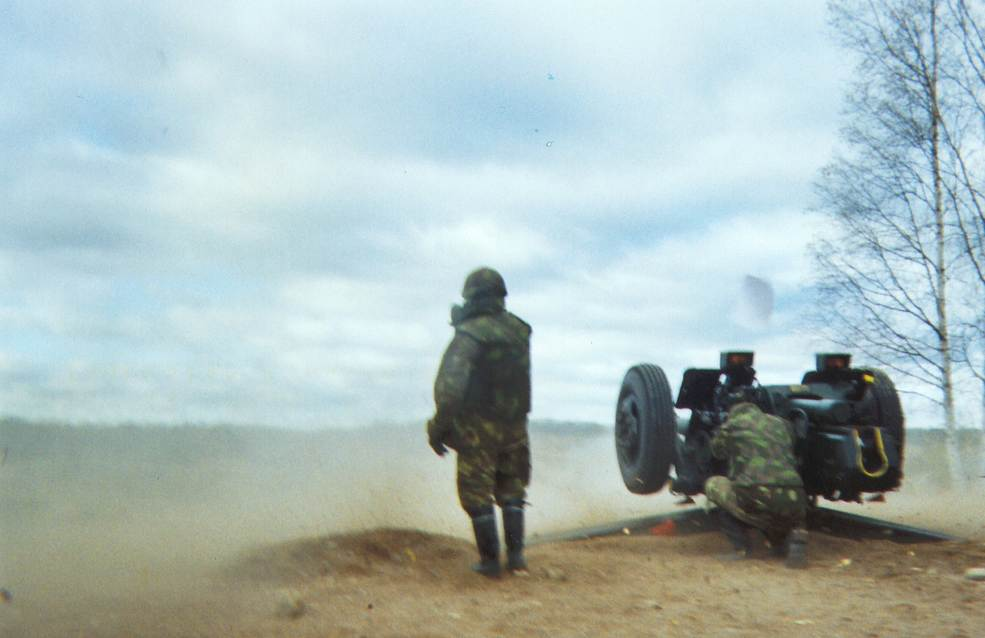
D-30 finnois en tir direct lors d'un exercice.

## Utilisateurs

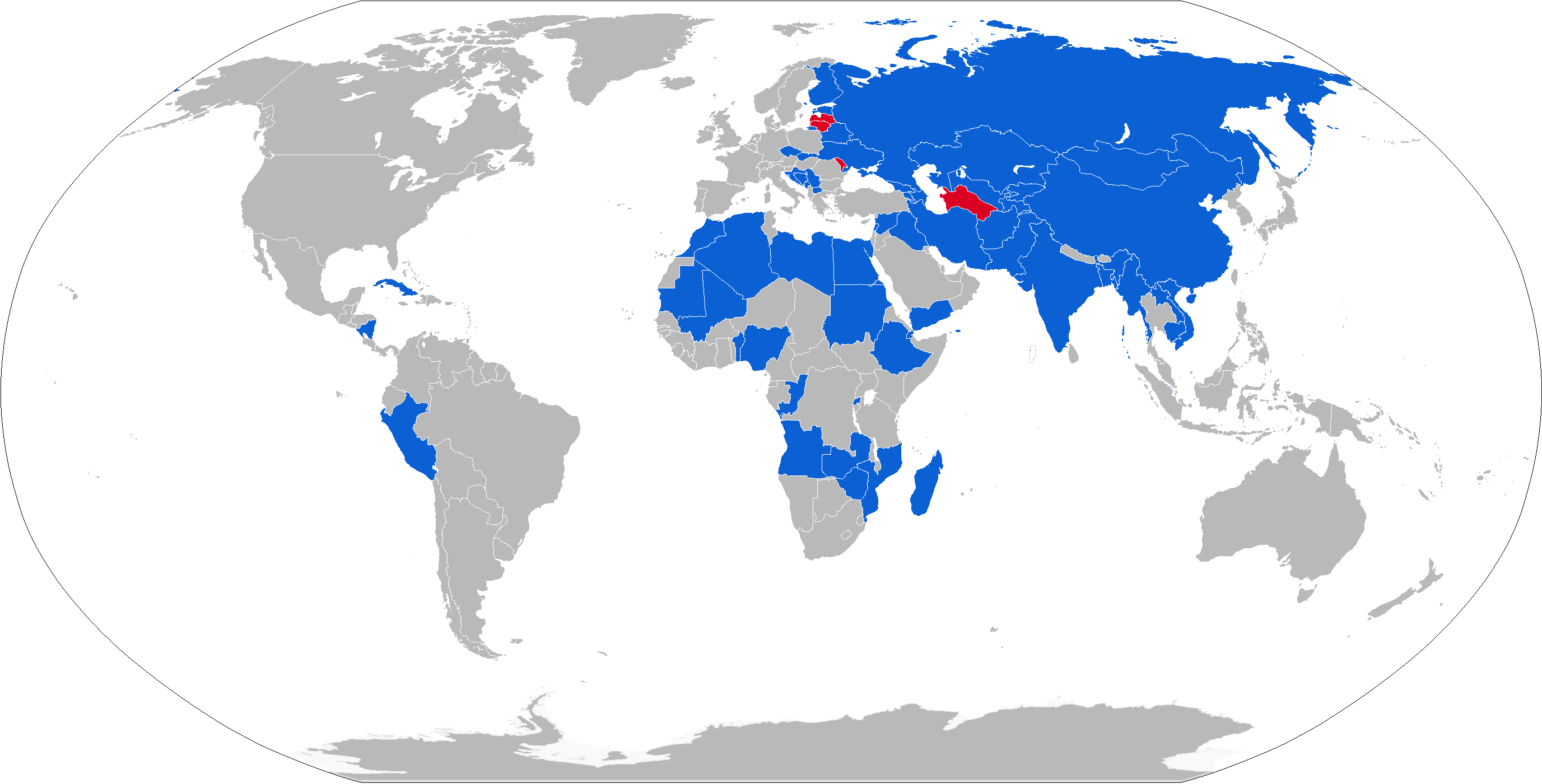
Utilisateurs actuels (2015) en bleu, historiques en rouge.

### Utilisateurs actuels[3]
- Afghanistan
- Algérie
- Angola
- Arménie
- Azerbaïdjan
- Bangladesh
- Biélorussie
- Birmanie
- Bosnie-Herzégovine
- Burundi
- Cambodge
- Chine
- Croatie
- Cuba
- Corée du Nord
- Djibouti
- Égypte
- Érythrée
- Éthiopie
- Estonie
- Finlande
- Géorgie
- Ghana
- Guinée-Bissau
- Inde
- Iran
- Kazakhstan
- Kurdistan[4]
- Kirghizistan
- Laos
- Liban
- Libye
- Macédoine
- Madagascar
- Mali
- Mauritanie
- Mongolie
- Monténégro
- Mozambique
- Nicaragua
- Niger
- Nigeria
- Oman
- Ouzbékistan
- Pakistan [5]
- Pérou

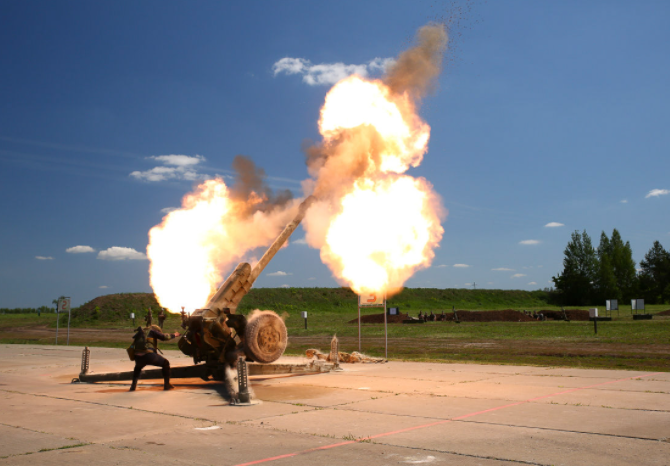
Tir de l'obusier D-30

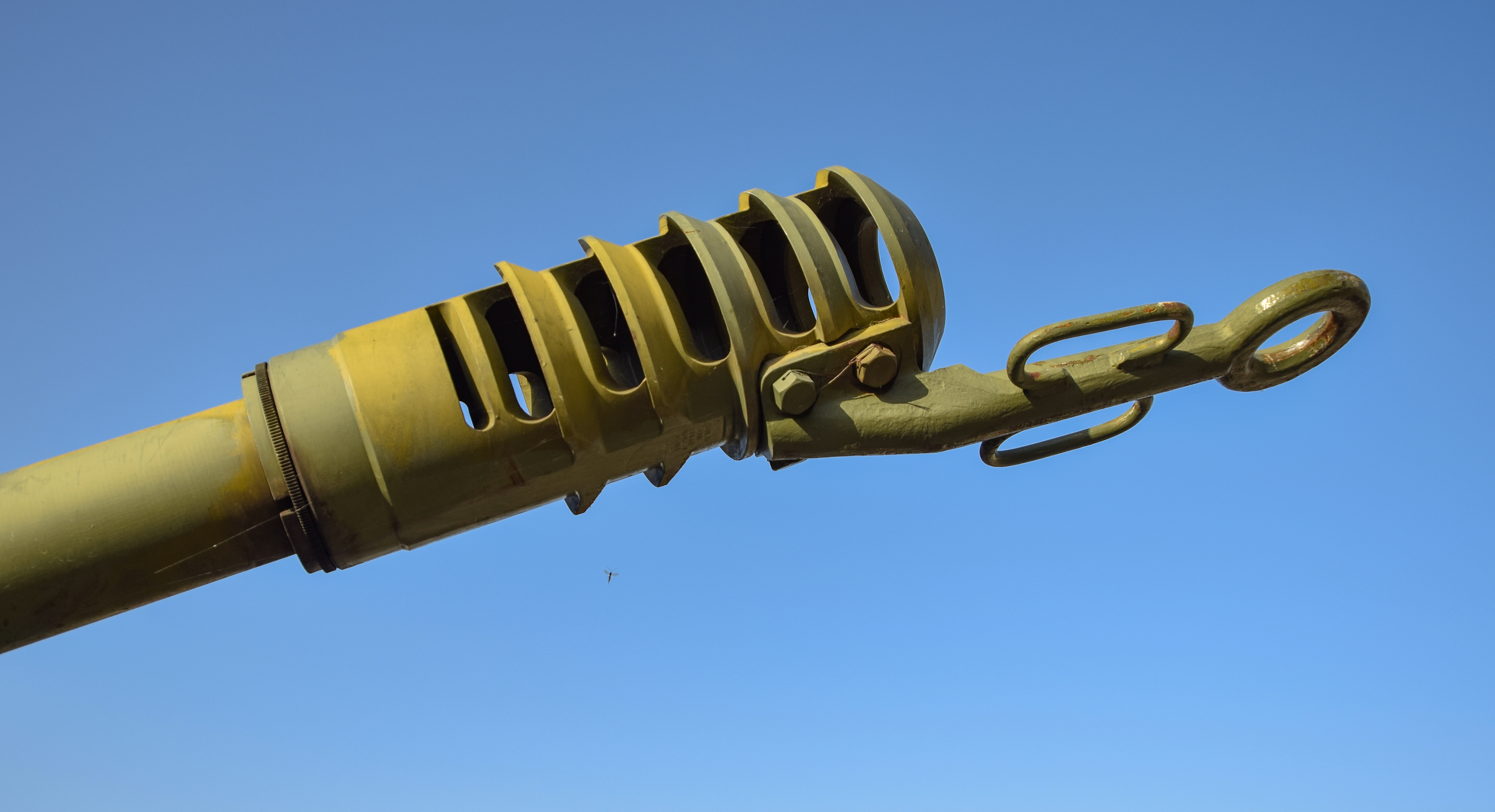
L'attelage sous la bouche du canon.

- République démocratique du Congo
- République du Congo
- République tchèque
- Russie
- Rwanda
- Serbie
- Sierra Leone
- Soudan [6],[7]
- Syrie[8]
- Tadjikistan
- Tanzanie
- Turkménistan
- Ukraine
- Viêt Nam
- Yémen
- Zambie
- Zimbabwe

### Anciens utilisateurs[9]
- Allemagne de l'Est
- Bénin
- Irak
- Israël
- Maroc
- Seychelles
- Slovaquie
- Yémen